# Бадахшан

Мапа Бадахшану

Мапа Горно-Бадахшанської автономної області Таджикистану

Афганський Бадахшан

Бадахшан — історична область Паміру.

## Назва
Назва "Бадахшан" (перс. بدخشان, Badaxšân; пушту بدخشان; тадж. Бадахшон; рос. Бадахшан) походить від сасанідського офіційного титулу bēdaxš або badaxš, які можуть бути від ранішого *pati-axša; суфікс -ān вказує на те, що країна належала або була призначена як володіння особі, яка мала ранг badaxš.

## Сучасний територіальний поділ
У наш час Бадахшан розташований на території двох держав — Афганістану та Таджикистану. Частина, яка належить Таджикистану має назву Горно-Бадахшанська автономна область, афганська частина має назву Бадахшан.

## Історія
Люди жили у цій місцевості з давніх часів. Протягом тисяч років тут видобували лазурит. У давні часи по території Бадахшану проходила одна з гілок Великого шовкового шляху. У 1274 році у цій місцевості перебував Марко Поло. Існують легенди, що доісламські правителі цієї області вели свій родовід від Александра Македонського. У середні віки область була завойована ісламськими феодалами, це спряло поширенню ісламу серед місцевого населення. У ХІХ сторіччі точилася боротьба за сфери впливу у Середній Азії між Британською та Російською імперіями. Афганістан, до складу якого входила частина Бадахшану, був окупований англійцями, інша частина контролювалась Бухарським еміратом, який був під протекторатом Росії. Остаточно внаслідок Великої гри Бадахшан був розділений на дві частини у 1895 році. Кордон пройшов по річці Пяндж і зберігається до нашого часу. У 1920 році на території яка належала Російській імперії була остаточно встановлена радянська влада. Після отримання Таджикистаном незалежності, там почалася громадянська війна. Представники Горно-Бадахшанської автономної області воювали проти центрального уряду. Область повернулась під контроль Душанбе тільки після підписання мирного договору у 1997 році.

## Населення
Основну частку населення складають таджики. Також тут проживають представники памірських народів — ваханці, ішкашимці, шугнанці, рушанці, баджувці, бартангці, язгулямці, що населяють Горно-Бадахшанську автономну область, а також зебагці та санглічці в афганському Бадахшані. Релігією у Бадахшані є іслам. Таджики сповідують сунізм, памірські народи — ісмаїлізм.